# Nieuwsserver
Een nieuwsserver is een server die gebruikers in staat stelt nieuwsgroepen te lezen en er berichten te plaatsen. Nieuwsgroepberichten worden doorgestuurd naar gelinkte nieuwsservers, waardoor het bericht over nieuwsservers ter wereld verspreid wordt.
De meeste internetproviders bieden hun abonnees toegang tot hun eigen nieuwsservers aan. Daarnaast bestaan er nog een aantal openbare nieuwsservers, zowel gratis als niet-gratis. Zie de externe links voor een lijstje.
De meeste nieuwsservers maken gebruik van het NNTP-protocol.